# Горица (град)
Горица (итал. Gorizia, словен. Gorica, фурл. Gurize) је град у североисточној Италији. Град је средиште истоименог округа Горица у оквиру италијанске покрајине Фурланије-Јулијске крајине.
Горица је после Другог светског рата остала на италијанској страни заједно са западним делом горичког округа, док је источни део припао Југославији. Накнадно су нове југословенске власти установиле, тик поред границе са Горицом, Нову Горицу, да би захваљујући томе свој административни центар имао и југословенски део бившег горичког округа.

## Природне одлике
Град Горица налази се на прелазу из крајње источног дела Падске низије у Динарски предео источно. Насеље се образовало на ушћу реке Випаве у већу Сочу. Око града пружа се брежуљкасто и брдско подручје, познато по гајењу винове лозе и производњи изузетних вина.

## Историја
Горица се под данашњим називом словенског порекла јавља у списима из отприлике 1000. године. Град је вековима припадао поседима породице Хабзбург, да би после Првог светског рата припао Италији. На крају Другог светског рата југословенски партизани су покушали да у Горици успоставе своју власт, али су их у томе, као и у случају Трста, спречили западни савезници. Мировним уговором из 1947. г. Југославија је добила источни обод града (око бивше железничке станице). Југославија ће на својој страни границе 1950-их изградити град - Нову Горицу.

## Географија
| Клима (Горица)           | Клима (Горица) | Клима (Горица) | Клима (Горица) | Клима (Горица) | Клима (Горица) | Клима (Горица) | Клима (Горица) | Клима (Горица) | Клима (Горица) | Клима (Горица) | Клима (Горица) | Клима (Горица) | Клима (Горица) |
| Показатељ \ Месец        | .Јан.          | .Феб.          | .Мар.          | .Апр.          | .Мај.          | .Јун.          | .Јул.          | .Авг.          | .Сеп.          | .Окт.          | .Нов.          | .Дец.          | .Год.          |
| ------------------------ | -------------- | -------------- | -------------- | -------------- | -------------- | -------------- | -------------- | -------------- | -------------- | -------------- | -------------- | -------------- | -------------- |
| Средњи максимум, °C (°F) | 7,0 (44,6)     | 8,8 (47,8)     | 12,5 (54,5)    | 17,1 (62,8)    | 22,0 (71,6)    | 25,2 (77,4)    | 27,8 (82)      | 27,8 (82)      | 24,5 (76,1)    | 19,5 (67,1)    | 12,9 (55,2)    | 8,5 (47,3)     | 27,8 (82)      |
| Средњи минимум, °C (°F)  | −0,2 (31,6)    | 0,7 (33,3)     | 3,3 (37,9)     | 7,4 (45,3)     | 10,6 (51,1)    | 13,9 (57)      | 15,8 (60,4)    | 15,7 (60,3)    | 13,1 (55,6)    | 9,1 (48,4)     | 5,5 (41,9)     | 1,5 (34,7)     | −0,2 (31,6)    |
| [ тражи се извор ]       |                |                |                |                |                |                |                |                |                |                |                |                |                |

## Становништво
Према резултатима пописа становништва 2011. у општини је живело 35.212 становника.
| 1931.  | 1936.  | 1951.  | 1961.  | 1971.  | 1981.  | 1991.  | 2001.  | 2011.  |
| ------ | ------ | ------ | ------ | ------ | ------ | ------ | ------ | ------ |
| 38.116 | 37.616 | 40.627 | 42.187 | 42.778 | 41.557 | 38.505 | 35.667 | 35.212 |

Горица данас има око 36.000 становника, махом Италијана. Некада бројно словеначко становништво, које је између два рата чинило око 30% укупног, углавном је приликом поделе града прешло у данашњу Нову Горицу. Међутим, мањи део је остао у Горици до дан-данас.

## Галерија
- Главна градска црква
- Куће у старом делу града

## Градови побратими
- Кјелце
- Клагенфурт
- Линц
- Венло
- Залаегерсег